# Epiplema carbo
Epiplema carbo är en fjärilsart som beskrevs av W. Warren 1902. Epiplema carbo ingår i släktet Epiplema och familjen Uraniidae. Inga underarter finns listade i Catalogue of Life.